# 天涯 (杂志)
《天涯》杂志，是一本中国文学思想类期刊。由海南省作家协会主办，双月刊。1979年创刊，以刊载中短篇小说为主，兼及诗歌、散文、文艺论谈等，是一本纯文学期刊。
1995年，以韩少功、蒋子丹为首组建新编辑部，李少君等随后加入，1996年杂志进行全面改版。以追求道义感、人民性与创造力为办刊宗旨，以“大文学”、“泛文化”为办刊方向。特色栏目包括追踪思想探索前沿的“作家立场”、记录普通人文字创作的“民间语文”等，文学栏目注重推介新生作家，另外每年底记录中国诗歌创作风向的“新千年诗歌精选”也有很大影响。《天涯》所刊文学作品获得过诸多文学奖项，并入选内地及香港大、中、小学教材，不少文章被翻译成多种文字在海外广为传播。 
2000年，《天涯》杂志与海南在线网站合作，建立“天涯之声”网站，其主体是天涯虚拟社区的天涯纵横板块，很快成为中文网络极具影响力的论坛之一，《天涯》杂志也积极参与网络热点讨论与网络文学新人的推介。2001年7月天涯纵横论坛因政治压力过大而关闭，杂志与网站的合作关系也同时结束。